# Effet Meselson
L'effet Meselson stipule que lorsque deux allèles, ou versions d'un gène, sont présents dans un organisme asexué, ils évoluent indépendamment l'un de l'autre et deviennent de plus en plus différents au cours du temps. Le phénomène a été nommé en référence au généticien et biologiste moléculaire Matthew Meselson (en).

## Description
Dans les organismes sexués, les processus de recombinaison génétique et d'assortiment indépendant permettent aux deux allèles d'un gène chez un individu de descendre d'un seul allèle ancestral récent. Sans recombinaison ou assortiment indépendant, les allèles ne peuvent pas descendre d'un allèle ancestral récent. Au lieu de cela, les allèles partagent un dernier ancêtre allélique commun chez le dernier organisme sexué de la lignée juste avant la perte de la recombinaison méiotique au cours de l'évolution.
En l'absence de méiose, la séquence de nucléotides d'un chromosome va diverger de celle de son chromosome homologue au fil du temps. Ce phénomène de divergence allélique a d'abord été décrit par William Birky, mais est plus communément connu comme l'effet Meselson. Il a été observé chez les rotifères bdelloïdes à partir d'une analyse de quatre gènes (Welch et Meselson, 2000 - Birky, 2004). Un exemple frappant de cet effet chez cet organisme a conduit deux allèles à diverger en deux gènes différents qui travaillent de concert pour préserver l'organisme pendant les périodes de déshydratation.

## Confusions possibles avec d'autres phénomènes
L'effet Meselson devrait faire diverger des copies entières du génome d'un organisme les unes des autres, réduire efficacement tous les organismes asexués anciens à un état haploïde, dans un processus similaire à la diploïdisation qui suit la duplication du génome entier. Cependant, la conversion génique, une forme de recombinaison commune chez les organismes asexués, peut empêcher l'effet Meselson de se produire chez les jeunes organismes,. De plus, un certain nombre d'exemples putatifs de l'effet Meselson restent controversés parce que d'autres processus biologiques, comme l'hybridation, peuvent imiter l'effet Meselson,,,,.